# 科諾沙區

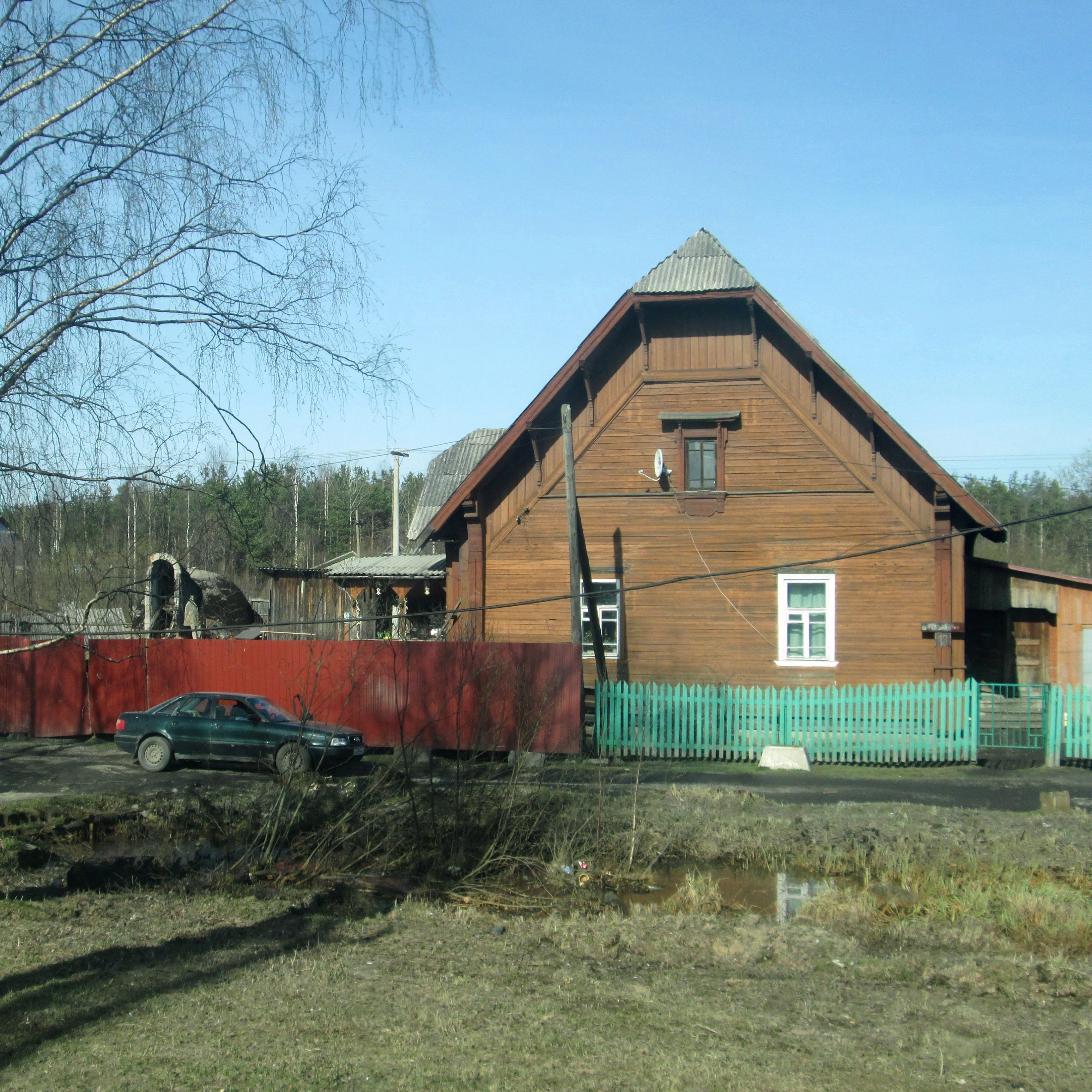

60°58′N 40°14′E / 60.967°N 40.233°E
科諾沙區（俄语：Коношский район），是俄羅斯的一個區，位於該國西北部，由阿爾漢格爾斯克州負責管轄，始建於1935年3月21日，面積8,500平方公里，2010年人口26,106，人口密度每平方公里3.07人。